# Ясень (Сташовський повіт)
Ясень (пол. Jasień) — село в Польщі, у гміні Сташув Сташовського повіту Свентокшиського воєводства.
Населення — 153 особи (2011).
У 1975—1998 роках село належало до Тарнобжезького воєводства.

## Демографія
Демографічна структура на день 31 березня 2011 року:
|          | Загалом | Допрацездатний вік | Працездатний вік | Постпрацездатний вік |
| -------- | ------- | ------------------ | ---------------- | -------------------- |
| Чоловіки | 71      | 15                 | 48               | 8                    |
| Жінки    | 82      | 16                 | 45               | 21                   |
| Разом    | 153     | 31                 | 93               | 29                   |